# Hitrostno drsanje na Zimskih olimpijskih igrah 1972
Hitrostno drsanje na Zimskih olimpijskih igrah 1972.

## Dobitniki medalj

### Moški
| Tekma   | Zlato         | Srebro        | Bron            |
| 500 m   | Erhard Keller | Hasse Börjes  | Valerij Muratov |
| 1500 m  | Ard Schenk    | Roar Grønvold | Göran Claeson   |
| 5000 m  | Ard Schenk    | Roar Grønvold | Sten Stensen    |
| 10000 m | Ard Schenk    | Kees Verkerk  | Sten Stensen    |

### Ženske
| Tekma   | Zlato        | Srebro               | Bron                 |
| 500 m   | Anne Henning | Vera Krasnova        | Ljudmila Titova      |
| 1000 m  | Monika Pflug | Atje Keulen-Deelstra | Anne Henning         |
| 1500 m  | Dianne Holum | Stien Kaiser         | Atje Keulen-Deelstra |
| 3.000 m | Stien Kaiser | Dianne Holum         | Atje Keulen-Deelstra |